# 安福寺 (葛飾区)
安福寺（あんぷくじ）は、東京都葛飾区にある真言宗豊山派の寺院。

## 概要
創建年代は不明であるが、1622年（元和8年）の飯塚村検地帳に存在が記されているので、江戸時代初期には既に存在していたと推測される。

## 夕顔観音
当寺に安置されている「夕顔観音」は、かつては江戸名所の一つとして有名だった。元々は、地元の名主である関口家の自宅近くの観音堂に安置されていた。明治時代に関口家は没落し、また夕顔観音の人気も失ったことで、1893年（明治26年）に観音堂は廃堂、夕顔観音は最終的に関口家菩提寺の安福寺に安置されることになった。葛飾区指定有形文化財。

## 交通アクセス
- 金町駅より徒歩35分（経路案内）。